# Глории
«Гло́рии» (англ. The Glorias) — американский художественный биографический фильм, снятый Джули Теймор и рассказывающий о жизни Глории Стайнем — журналистки, которая в конце 1960-х годов становится лидером феминистского движения в США. Сценарий основан на автобиографии Стайнем «В дороге» (англ. My Life on the Road). Главную героиню в разные годы жизни (детстве, подростковом возрасте, молодости и зрелом возрасте) представляют четыре актрисы, в том числе Джулианна Мур и Алисия Викандер.
Фильм вышел на экраны в 2020 году: премьера прошла на кинофестивале «Санденс» 26 января, в прокат фильм вышел 20 сентября.

## Сюжет

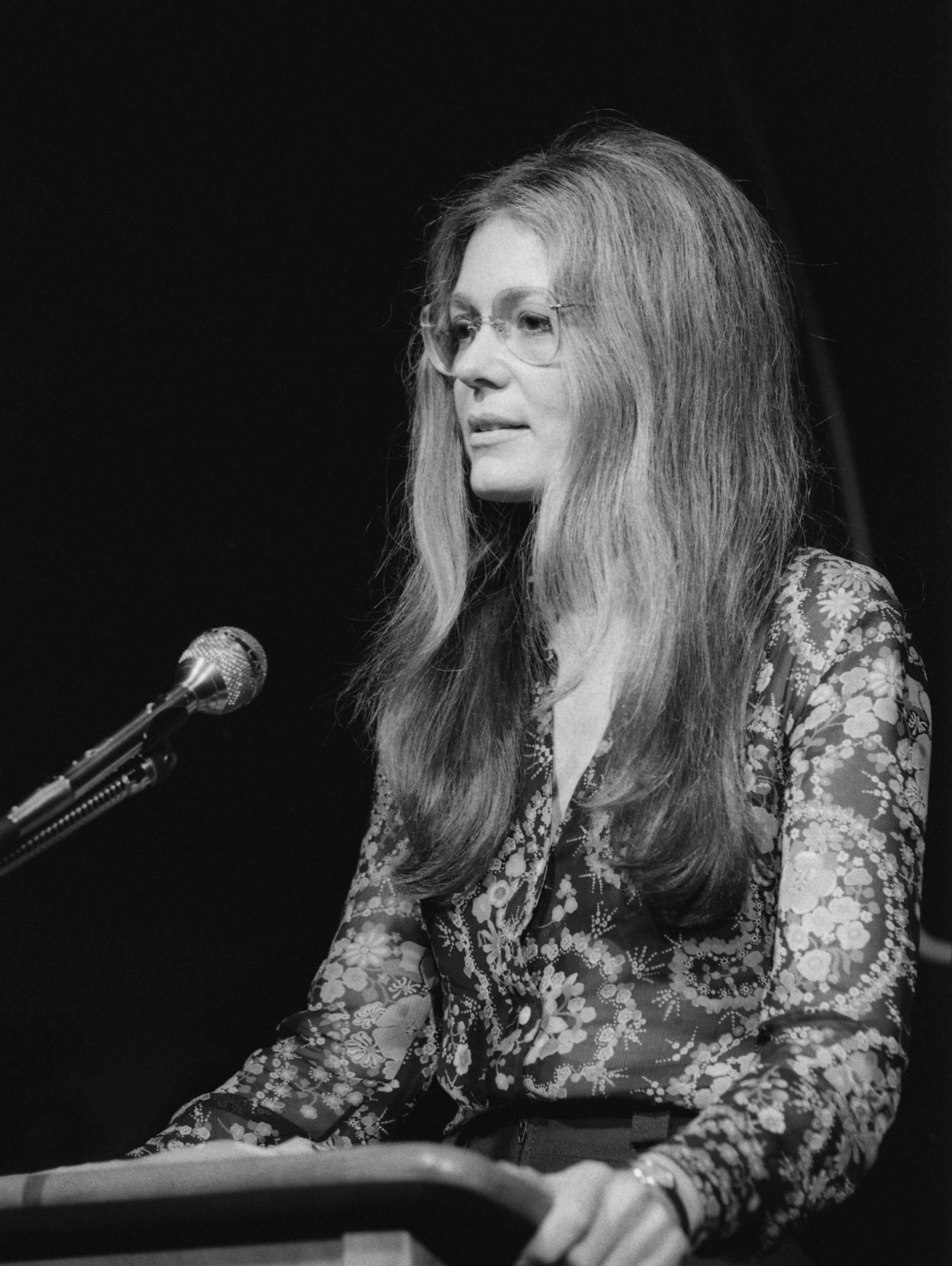
Глория Стайнем в 1975 году

Действие фильм разворачивается не в хронологическом порядке, через систему флешбэков. Сквозной линией повествования является движение междугороднего автобуса, в котором сидят и время от времени разговаривают между собой четыре Глории: девочка (Райан Кира Армстронг), подросток (Лулу Уилсон), молодая женщина (Алисия Викандер) и зрелая женщина (Джулианна Мур). Эти сцены сняты в чёрно-белом изображении за исключением финала фильма, где среди пассажиров автобуса оказывается реальная Глория Стайнем.
В детстве Глория много путешествовала в трейлере, поскольку её отец Лео торговал антиквариатом, разъезжая по стране. Со временем её родители развелись, и Глория осталась с матерью, у которой прогрессировала нервная болезнь. Она также узнала, что её мать в молодости пытылась писать статьи как журналистка, хотя должна была подписываться мужским псевдонимом.
После обучения в колледже Глория получает стипендию на поездку в Индию, где проводит два года, знакомясь с историями об угнетении женщин. Перед поездкой она делает аборт (в дальнейшем детей у неё не было). По возвращении в США Глории удаётся сделать несколько удачных репортажей для журналов, в том числе сделавший её знаменитой репортаж об условиях труда девушек из ночного клуба журнала Playboy.

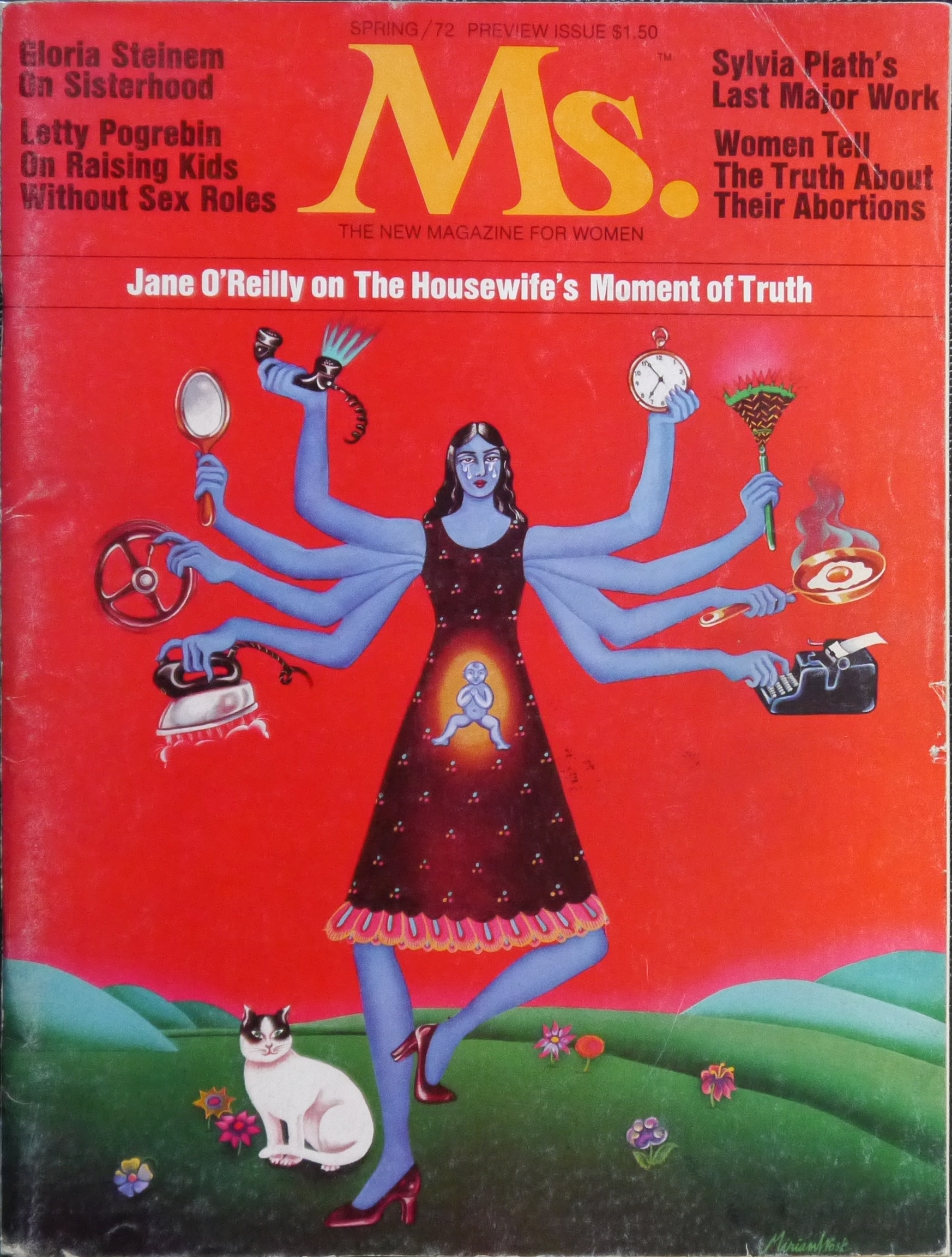
Пилотный выпуск журнала «Ms.»

В 1963 году Глория с журналистским заданием принимает участие в правозащитном «Марше на Вашингтон за рабочие места и свободу», где осознаёт, что голос женщин, и в особенности женщин с чёрным цветом кожи, не слышен в обществе. Она знакомится с двумя активистками, адвокатами Флоринс Кеннеди и Дороти Хьюз, которые привлекают её к публичным выступлениям. Поняв, что существующие журналы управляются белыми мужчинами и не будут печатать правдивые материалы о положении женщин, в начале 1970-х годов Стайнем с единомышленницами основывают журнал Ms. («Миз»), в первом номере которого обсуждается проблема запрещённых абортов.
В дальнейшем Стайнем принимает участие в политической жизни, поддерживая на выборах адвоката Беллу Абзуг. Она активно работала над осозданием Национального женского политического сообщества, которое боролось за включение в Конституцию США Поправки о равных правах (которая в итоге не была поддержана большинством штатов).
В возрасте 66 лет Стайнем впервые выходит замуж, однако её муж вскоре умирает от болезни. В 2016 году Стайнем поддерживает Хиллари Клинтон во время президентских выборов в США. Последние кадры фильма показывают реальную Глорию Стайнем, которая едет с единомышленниками в автобусе, чтобы принять участие в Марше женщин 2017 года. Хроникальные кадры показывают выступление Стайнем на этом Марше.

## В ролях
- Джулианна Мур — Глория Стайнем
- Алисия Викандер — Глория Стайнем в молодости
- Лулу Уилсон —  Глория-подросток
- Райан Кира Армстронг — Глория-девочка
- Тимоти Хаттон — Лео Стайнем
- Энид Грехэм —  Рут Стайнем
- Лоррейн Туссен — Флоринс Кеннеди
- Жанель Монэ — Дороти Хьюз
- Бетт Мидлер — Белла Абзуг
- Глория Стайнем — камео

## Критика
Фильм получил смешанные отзывы. На Rotten Tomatoes общее одобрение составило 68 % на основе 127 рецензий, со средней оценкой 6.3/10. На Metacritic фильм имеет оценку 58 из 100 на основе 25 рецензий.